# 8UPPERS FEATURE MUSIC FILM
『8UPPERS FEATURE MUSIC FILM』（パッチアッパーズ フィーチャー ミュージック フィルム）は、日本の長編音楽映画。2010年10月11日に1日限定で上映され、同年10月20日発売の関ジャニ∞のアルバム『8UPPERS』にDVD特典として収録された。劇中の音楽も同アルバムの収録曲を中心に使用されている。

## 概要
関ジャニ∞2010年新プロジェクトとして発表される。詳しい内容は明かされぬまま、シングル『Wonderful World!!』に「プロローグ・オブ・パッチ #1～4」、シングル『LIFE〜目の前の向こうへ〜』に「プロローグ・オブ・パッチ #5～8」が収録された。アルバム発表と同時に詳細を発表。公式サイトが作られ、徐々に内容を明かしていった。2010年10月11日には全国TOHOシネマ系列の映画館で1日限定上映。この上映が決まったのは作品が完成後である。その後アルバム『8UPPERS』に収録された。
監督は「プロローグ・オブ・パッチ」と共に 中村哲平。「FEATURE MUSIC FILM」とは直訳「長編音楽映画」を意味し「映像と音楽のコラボ」という意味も含めた新ジャンルコンテンツである。作品内にはアルバムの曲がいたるところで使われており、映画内で使われたBGMもアルバムに収録されている。
『Wonderful World!!』のジャケット写真にはこの内容を匂わすアイテムが使われている。
2011年4月13日、TSUTAYA全店にて同年6月末までの期間限定で本作のDVDレンタルが開始された。発表当初は、同年3月30日からのレンタル開始であったが、同年3月11日に発生した東日本大震災の影響により、同月17日にレンタル開始日の延期を発表。翌4月1日にレンタル開始日が改めて発表された。尚、レンタル開始日は延期されたが、「同年6月末まで」と言うレンタル期間は延期されなかった。

## あらすじ
8つの掟で結びついた7人の若き始末屋集団。表向きはザ・エイトというバーで働きながら「8UPPERS」として依頼を受け、他人の弱みに付け込んで悪事を働く輩たちを闇の世界に葬るのが彼らの仕事だ。「こどもの家」で育った彼らは8つの掟（エイトルール）で結びついた。彼らが全員で仕事に出かける時、ひとりとして同じブランドではないが、同じ黒のスーツを着る。そんな彼らの元に、ひとつの依頼が舞い込む。待ち合わせ場所に放置された段ボールの中には、まだ喋る事も出来ない位小さな赤ちゃんが入っていた……。かくして、自分勝手に生きて来た男達と赤ちゃんの奇妙な共同生活が始まる。関ジャニ∞のメンバー達が贈る、格好良くて、楽しくて、ちょっと切ない物語。メンバー全員で、関西弁の演技をした初の映像作品である。

## 登場人物
マック
演 - 横山裕
グループのブレーン。依頼の請負、交渉、仕事の管理業務をこなす。リーダー的な存在である。15歳で工場でバイトをするもある事件をきっかけに工場をクビになる。ジャッキーと共に始末屋を開始。信頼できる仲間を集め8UPPERSを組織していった。趣味は映画観賞。涙もろい。
アーセナル
演 - 渋谷すばる
様々な武器を用いて特に危険な仕事を担当する。上級生から壊れたエアガンをもらったのがきっかけでミリタリーグッズにのめり込み、西部劇にはまったこともあり銃はリボルバー。エースの影響でボクシングに興味を持ち、喧嘩を共にするようになる。18歳の時に自衛隊に入隊する。自分自身のやりたいことを探すために8UPPERSに入る。趣味は一人カラオケと絵を描くこと。
ジャッキー
演 - 村上信五
巧みな話術で相手の心理をコントロールし情報の入手や交渉等を行う。食に対する興味とこだわりが強く、武器はナイフとフォークを自分で改良したもの。上級生に襲われているマックを助けたことから仲良くなり、マックに誘われ始末屋の仕事をするようになる。
ガム
演 - 丸山隆平
マスターしたあらゆる武器で抵抗してくる相手をなぎ倒す。少林寺拳法道場の四男坊だが本妻の子ではない。毎日喧嘩をふっかけてくるエースに心を開く。天然キャラで猫が唯一の癒し。道場の再建を志し、資金集めのために8UPPERSに入る。
トッポ
演 - 安田章大
薬品関係に精通しており即効性の睡眠薬や劇薬を作り出す。父親は二大勢力を誇っていたギャングのリーダーであり、出生は長年不明であったがジャッキーが調べ上げた。ゲーム漬けで、オンラインゲーム界ではその存在を知らない者はいないほど有名。一度IT系の会社に就職するが、そりがあわず、何かをやり直すために8UPPERSに加入。
エース
演 - 錦戸亮
どんな仕事でも恐れを知らず先陣を切って突っ込んでいく。ガムに何度も喧嘩を挑むが一度も勝てたことはない。父親はボクサーであり、本人もプロボクサーを目指していたが17歳の頃、先天性の目の病気が発覚しプロテストが不合格に。施設でアーセナルに誘われ8UPPERSに入る。ジャッキーにさそわれてフットサルを始める。
ジョニー
演 - 大倉忠義
自慢のルックスで女性を口説き様々な情報を入手する。ルックスのせいで陰惨なイジメを受けていたがジャッキーに助けられ仲間になる。バーで働きながら、雑誌のモデルの仕事などを続けていたが詐欺に遭い多額の借金を背負ってしまい、そこでもジャッキーに助けられる。ジャッキーに想いを寄せる。子供好き。
エイト
演 - 大洲遼也
依頼人に捨てられた赤ん坊。「どうかこの子を守ってやってください。」という手紙と共にダンボールに入れて捨てられていた。名付け親はジョニー。
その他のキャスト
- 浅川稚広
- 小野孝弘
- 松原慎太郎
- 菊口富雄
- よしえつねお
- 下平ヒロシ

- 富江洋平
- 関川慎二
- 唐沢民賢
- 小野豊
- 高橋まさかず
- 西村雄正

## 使用楽曲

### CD収録曲
アルバム『8UPPERS』収録曲
- Oriental Surfer
- モノグラム
- 泣かないで 僕のミュージック
- Baby Baby
- BACK OFF
- 願い
- Wonderful World!!
- realize
- アニマル・マジック
- 急☆上☆Show!!

その他収録曲
- 浮世踊リビト（シングル『Wonderful World!!』収録）

### オリジナル楽曲
Start Us Up
作曲：ウルフルケイスケ
編曲：THE GO GO GO'S
ウルフルズのウルフルケイスケからの楽曲提供。
- 以下、全作曲・編曲：高橋浩一郎

Undercover
Intensive mission
Odd order
Over anything
Stranger's symphony
Spread over
Something secret
Surround the enemy
Final answer

## プロローグ・オブ・パッチ
『プロローグ・オブ・パッチ』は、シングル『Wonderful World!!』と『LIFE〜目の前の向こうへ〜』に収録された、本作品の「序章（プロローグ）」にあたる作品。それぞれ各楽曲のミュージック・ビデオとなっている。
| # | 楽曲                       | メンバー   | 収録作品                 |
| - | -------------------------- | ---------- | ------------------------ |
| 1 | 浮世踊リビト               | 関ジャニ∞  | Wonderful World!!        |
| 2 | monologue                  | 錦戸亮     | Wonderful World!!        |
| 3 | Kick                       | 丸山隆平   | Wonderful World!!        |
| 4 | Revolver                   | 渋谷すばる | Wonderful World!!        |
| 5 | トリックスター             | 横山裕     | LIFE〜目の前の向こうへ〜 |
| 6 | Dear…                      | 村上信五   | LIFE〜目の前の向こうへ〜 |
| 7 | TOPOP                      | 安田章大   | LIFE〜目の前の向こうへ〜 |
| 8 | きっと幸せがキミを待ってる | 大倉忠義   | LIFE〜目の前の向こうへ〜 |

## スタッフ
- 監督・脚本・編集：中村哲平
- プロデューサー：義川正己、村上出
- CO-プロデューサー：松原紀子
- 制作プロデューサー：松本恭直
- アーティストマネージメント：野津亨、北沢浩介、明井雄一、柴田竜世
- レーベルプロモーション：桑原淳一
- レーベルディレクター：鶴井洋介
- ラインプロデューサー：岩本勤、泉野真依子
- 撮影監督：鯵坂輝国
- 照明技師：平野勝利
- 撮影：高田進
- 照明チーフ：豊岡塁
- 美術：小泉博康
- 録音：白取貢
- 録音応援：松本昇和
- アクション監督：大西雅樹
- ガンアクション：大宮敏明
- ボクシング指導：加山利治
- 装飾：谷田祥紀、澤路和範
- スタイリスト：和田ユキヨ、赤間幸
- 助監督：吉田亮
- 制作担当：金子堅太郎
- キャスティング：松川寛憲
- スクリプター：山本亜子
- 演出助手：加瀬聡、今井美奈子、横井義人
- チーフ撮影助手：横田彰司
- 撮影助手：辻俊也、宮田康史、古屋幸一、小針亮馬、伊藤仁、前田尚寛、馬場由恵
- RED ONE エンジニア：佐藤一郎
- 照明助手：杉本泰則、樋口学、高橋雄一郎
- 録音助手：阿部裕、小清水建治、横山つかさ
- 録音助手応援：飯塚乾、清水剛司、大田卓、鈴木綾磨
- 美術助手：小竹森智子、畑田菜美子
- 持道具・小道具：大町力
- スタント：川本耕史、矢島一憲、稲留正樹、松上順也、荒川真、岩上弘数、大石将史、佐藤優、和田三四郎
- 制作主任：安井聡子、佐藤圭一朗
- 制作進行：儀間哲士、三橋剛
- 制作応援：中村哲也、柴野淳
- プロダクションアシスタント：守屋'PANTU'匠
- 劇盤音楽制作：高橋浩一郎、和田俊輔
- サウンドエディター/フォーリーミキサー：勝俣まさとし
- フォーリーアーティスト：伊東晃
- カラリスト：藤井裕子
- コンポジッター：岡本泰之、時任賢三
- オーディオスウィーティング：牧田祥悟
- ポストプロダクション・マネージャー：関谷義人
- オーサリングエンジニア：柳幸さやこ
- スチール：長屋和茂、コサカシンタロウ
- メイキングディレクター：内田準也
- メイキングアシスタント：杉山慧
- ポスターデザイン：鷲見陽
- タイトルロゴデザイン：遠田雄一
- エンドクレジットイラスト：工藤大輔
- グラフィックデザイナー：藤田'POPOLO'宏治
- アートディレクター：小川雅志
- ウェブクリエイティブディレクター：横山太志
- ウェブディレクター：松井勇樹
- ウェブデザイナー：木幡圭吾
- インタラクティブデザイナー：久保田浩史
- デザイナー：大内友香
- プロデューサー：秋葉辰徳
- クリエイティブディレクター：徳島淳
- 制作プロダクション：要堂
- 制作協力：ジャニーズ事務所
- 制作：music mind、テイチクエンタテインメント
- トータルプロモーション：白波瀬傑、矢嶋政実
- スーパーバイザー：飯田久彦
- エグゼクティブプロデューサー：藤島ジュリー景子
- トータルプロデューサー：ジャニー喜多川